# Gammarus ninglangensis
Gammarus ninglangensis is een vlokreeftensoort uit de familie van de Gammaridae. De wetenschappelijke naam van de soort is voor het eerst geldig gepubliceerd in 2003 door Hou & Li.